# Hedyotis tridentata
Hedyotis tridentata är en måreväxtart som beskrevs av Colin Ernest Ridsdale. Hedyotis tridentata ingår i släktet Hedyotis och familjen måreväxter. Inga underarter finns listade i Catalogue of Life.